# 佐藤弘夫
佐藤 弘夫（さとう ひろお、1953年（昭和28年） - ）は、日本の歴史学者・宗教学者・思想史家。東北大学名誉教授。日本宗教史。

## 経歴
出生から修学期
1953年、宮城県で生まれた。東北大学文学部史学科で学び、卒業。同大学大学院文学研究科に進み、1978年に博士前期課程を修了。
日本思想史研究者として
盛岡大学講師に就き、後に助教授昇格。東北大学文学部助教授に転じ、日本思想史講座を担当した。後に文学研究科教授昇格。2000年、学位論文『神・仏・王権の中世』を東北大学に提出して文学博士の学位を取得。2019年3月に東北大学を定年退任し、同年4月からは再任用で東北大学文学研究科教授として勤務した。

### 委員・役員ほか
- 日本学術会議連携会員 (2014-2023年)

## 研究内容・業績
専門は日本中世史ならびに日本思想史。あるいは日本学。しかし、自らの専門領域について「日本人にしか通用しない常識を前提として、閉じられた国内の学会で議論するだけでは不十分である」と説いている。

## 著作
著書
- 『日本中世の国家と仏教』吉川弘文館(中世史研究選書) 1987
  - 新装版 歴史文化セレクション 2010
- 『鎌倉仏教』第三文明社(レグルス文庫) 1994
  - 文庫再版 ちくま学芸文庫 2014
- 『神・仏・王権の中世』法藏館 1998
  - 中国語版『中世日本的神、佛與王権』邢永鳳・馬歩雲訳、中西書局 2023
- 『アマテラスの変貌：中世神仏交渉史の視座』法藏館 2000
  - 法蔵館文庫 2020
- 『偽書の精神史：神仏・異界と交感する中世』講談社選書メチエ 2002
- 『日蓮：われ日本の柱とならむ』ミネルヴァ書房(日本評伝選) 2003
- 『霊場の思想』吉川弘文館(歴史文化ライブラリー) 2003
  - オンデマンド版 2018
- 『起請文の精神史 中世世界の神と仏』講談社選書メチエ 2006
- 『神国日本』ちくま新書 2006
  - 文庫改訂版 講談社学術文庫 2018
  - 部分英訳 2013
  - 韓国語版『신국 일본(神国日本)』 2014
- 全訳注『日蓮「立正安国論」』講談社学術文庫 2008
- 『死者のゆくえ』岩田書院 2008
  - 韓国語版『일본열도의 사생관(日本列島の死生観)』2011
- 『ヒトガミ信仰の系譜』岩田書院 2012
  - 英語版 2016
  - 韓国語版 2016
  - 中国語版『日本的人神信仰研究』邢永鳳・欒超訳、山東大学出版社 2018
- 『死者の花嫁：葬送と追想の列島史』幻戯書房 2015
- 『日本人と神』講談社現代新書 2021
- 『人は死んだらどこへ行けばいいのか』興山舎 2021-

1. 1巻『現代の彼岸を歩く』2021
2. 2巻『激変する日本人の死生観』2024[5]
3. 3巻『だれをも仏や神にする死生観』2024

共編著
- 『概説 日本思想史』平山洋共編、ミネルヴァ書房 2005
  - 増補版 編集委員代表、ミネルヴァ書房 2020
  - 韓国語版 2009
- 『日本文化論キーワード』遠山淳・中村生雄共編、有斐閣双書 2009
- 『日本』(新アジア仏教史 11-15) 編集協力、佼成出版社 2010-2011
- 『躍動する中世仏教』(新アジア仏教史 12) 佼成出版社 2010[6]
- 『日本思想史講座』(全5巻) 苅部直・黒住真・末木文美士・田尻祐一郎と編集委員、ぺりかん社 2012−2015
- 『岩波講座 日本の思想』(全8巻) 苅部直・黒住真・末木文美士と編集委員、岩波書店 2013-2014
- 『春の消息』柳美里共編、宍戸清孝(写真)、第三文明社 2017
- 『〈死者／生者〉論：傾聴・鎮魂・翻訳』鈴木岩弓・磯前順一共編、ぺりかん社 2018

論文
- CiNii(佐藤弘夫)